# Jan Westerhof
Harm Jan Westerhof (Apeldoorn, 2 juni 1954) is een voormalig Nederlands omroepbestuurder. Hij was van 2007 tot 2017 als directeur Radio werkzaam bij de Nederlandse Publieke Omroep NPO. Hij heeft zijn werkterrein via de European Broadcast Union (EBU) uitgebreid naar Europa. Hij werkte voor de uitrol van digitale distributie voor radio samen met overheden en private partijen. Zijn nevenfuncties verricht hij in de wereld van cultuur en journalistiek.

## Carrière
Westerhof begon zijn loopbaan in 1981 als journalist. Hij is afgestudeerd aan de School voor de Journalistiek in Utrecht en heeft gewerkt voor De Groene Amsterdammer en de Volkskrant. In de jaren tachtig werkte hij als radiojournalist mee aan de opbouw van het nieuwe medium regionale radio. In de jaren negentig was hij als programmadirecteur verantwoordelijk voor de introductie van regionale televisie in Gelderland.  Van 1999 tot 2007 was Westerhof zendermanager van NPO Radio 1 en Radio 5. Van 2007 tot 2017 was hij directeur Radio bij de NPO.